# Національна дорога 79 (Польща)
Національна дорога 79 (пол. Droga krajowa nr 79, DK79) — національна дорога класу S, GP і G що проходить від центральної через південно-східну до південної частини країни. Один із п'яти шляхів сполучення, що з'єднують Катовіце та Краків (крім DW780, A4, DK44 та DK94), і один із двох, що з'єднують Варшаву та Краків (крім S7). Більша частина маршруту пролягає течією річки Вісла.

## Клас дороги
Дорога має параметри класу GP на таких ділянках:
- в Сандомирі (вул. Квятковського — вул. Івана Павла ІІ)
- Краків — Модничка — Тшебіня — Хшанув — Явожно — Катовіце — Хожув — Битом

і параметри класу G на перерізах:
- Варшава — Козеніце — Зволень — Сандомир
- Сандомир — Поланець — Кошице — Нове Бжесько — Краків[1]

## Допустиме навантаження на вісь
З 13 березня 2021 року на дорогах дозволено рух транспортних засобів з навантаженням на одну ведучу вісь до 11,5 тонн.

## Важливі міста вздовж маршруту 79

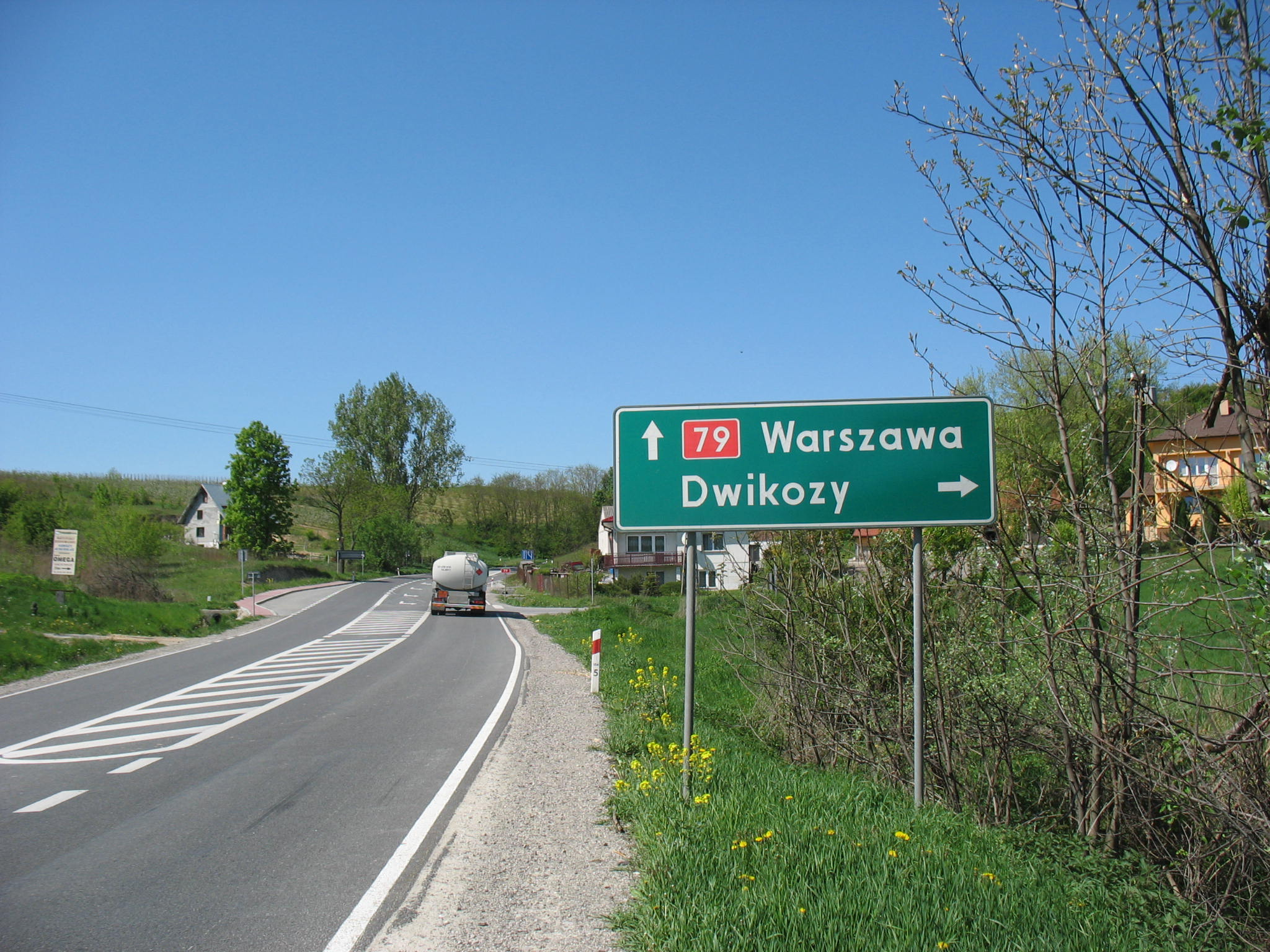
DK79 у Висядлові

- Варшава (S2, S7, S8, S79, DK61, DK92) — об'їзд S79 (частково)
- Пясечно
- Ґура-Кальварія (DK50) — об'їзна
- Магнушев
- Ричивул
- Козениці (DK48)
- Ґарбатка-Летнисько
- Зволень (DK12) — об'їзна дорога, запланована в рамках програми будівництва 100 об'їзних доріг
- Цепелюв
- Ліпсько — об'їзна запланована в рамках програми будівництва 100 об'їзних
- Тарлув
- Ожарув
- Вишмонтув (DK74)
- Сандомир (DK77) — міська об'їзна дорога
- Самбожець
- Копшивниця
- Лонюв (DK9)
- Осек — об'їзна дорога, запланована в рамках програми будівництва 100 об'їзних доріг
- Поланець
- Лубниці
- Пацанув (DK73) — об'їзна
- Новий Корчин
- Опатовець
- Кошиці
- Нове Бжесько
- Вавженьчиці
- Краків (A4, S7, S52, DK44, DK75, DK94)
- Забежув — планована об'їзна дорога
- Рудава
- Крешовіце
- Воля Філіповська
- Дульова
- Млошова
- Тшебіня (A4)
- Хшанів (A4)
- Явожно (A4)
- Сосновець (S1, S86, DK86, DK94)
- Мисловіце (A4, S1)
- Катовиці (A4, S86, DK81, DK86)
- Хожув
- Битом (A1, DK11, DK78, DK88, DK94)